# Petracola
Petracola — рід ящірок родини гімнофтальмових (Gymnophthalmidae). Представники цього роду є ендеміками Перу.

## Види
Рід Petracola нараховує 7 видів:
- Petracola amazonensis  Mamani, Vargas, Chaparro & Catenazzi, 2023
- Petracola angustisoma Echevarría & Venegas, 2015
- Petracola labioocularis (Köhler & Lehr, 2004)
- Petracola pajatensis Rodríguez & Mamani, 2020
- Petracola shurugojalcapi  Mamani, Vargas, Chaparro & Catenazzi, 2023
- Petracola ventrimaculatus (Boulenger, 1900)
- Petracola waka Kizirian, Bayefsky-Anand, Eriksson, Le, & Donnelly, 2008

## Етимологія
Наукова назва роду Petracola походить від сполучення слів дав.-гр. πετρα — скеля і лат. cola — мешканець.